# Lista odcinków serialu Goldbergowie
Poniżej znajduje się lista odcinków serialu telewizyjnego Goldbergowie – emitowanego przez amerykańską stację telewizyjną  ABC od 24 września 2013 roku.
| Sezon | Sezon | Odcinki | Oryginalna emisja | Oryginalna emisja | Oryginalna emisja    | Oryginalna emisja | Oryginalna emisja |
| Sezon | Sezon | Odcinki | Premiera sezonu   | Finał sezonu      | Premiera sezonu      | Finał sezonu      |                   |
| ----- | ----- | ------- | ----------------- | ----------------- | -------------------- | ----------------- | ----------------- |
|       | 1     | 23      | 24 września 2013  | 13 maja 2014      | 22 maja 2016         | 7 lipca 2016      |                   |
|       | 2     | 24      | 24 września 2014  | 13 maja 2015      | 15 października 2017 | 31 grudnia 2017   |                   |
|       | 3     | 24      | 23 września 2015  | 18 maja 2016      | 1 marca 2018         | 22 marca 2018     |                   |
|       | 4     | 24      | 21 września 2016  | 17 maja 2017      | 15 maja 2018         | 1 czerwca 2018    |                   |
|       | 5     | 22      | 27 września 2017  | 16 maja 2018      | —                    | —                 |                   |
|       | 6     | 23      | 26 września 2018  | 8 maja 2019       | —                    | —                 |                   |
|       | 7     | 23      | 25 września 2019  | 13 maja 2020      | —                    | —                 |                   |

## Sezon 1 (2013-2014)
| Nr | #  | Tytuł                           | Reżyseria            | Scenariusz                        | Premiera ABC         | Premiera Canal+ Family |
| -- | -- | ------------------------------- | -------------------- | --------------------------------- | -------------------- | ---------------------- |
| 1  | 1  | Circle of Driving               | Seth Gordon          | Adam F. Goldberg                  | 24 września 2013     | 22 maja 2016           |
| 2  | 2  | Daddy Daughter Day              | Seth Gordon          | Adam F. Goldberg                  | 1 października 2013  | 22 maja 2016           |
| 3  | 3  | Mini Murray                     | Troy Miller          | Alex Barnow, Marc Firek           | 8 października 2013  | 29 maja 2016           |
| 4  | 4  | Why're You Hitting Yourself?    | Jason Ensler         | Sally Bradford                    | 15 października 2013 | 29 maja 2016           |
| 5  | 5  | The Ring                        | Seth Gordon          | Matt Tarses                       | 22 października 2013 | 5 czerwca 2016         |
| 6  | 6  | Who Are You Going to Telephone? | Victor Nelli         | Chris Bishop                      | 29 października 2013 | 5 czerwca 2016         |
| 7  | 7  | Call Me When You Get There      | Michael Patrick Jann | Michael Weithorn                  | 5 listopada 2013     | 12 czerwca 2016        |
| 8  | 8  | The Kremps                      | Victor Nelli         | Darlene Hunt                      | 12 listopada 2013    | 12 czerwca 2016        |
| 9  | 9  | Stop Arguing and Start Thanking | Matt Sohn            | Lew Schneider                     | 19 listopada 2013    | 19 czerwca 2016        |
| 10 | 10 | Shopping                        | David Katzenberg     | Niki Schwartz-Wright              | 3 grudnia 2013       | 19 czerwca 2016        |
| 11 | 11 | Kara-te                         | Seth Gordon          | Andrew Secunda                    | 10 grudnia 2013      | 26 czerwca 2016        |
| 12 | 12 | You’re Under Foot               | Seth Gordon          | Michael J. Weithorn               | 7 stycznia 2014      | 26 czerwca 2016        |
| 13 | 13 | The Other Smother               | Michael Patrick Jann | Stacey Harmon                     | 21 stycznia 2014     | 3 lipca 2016           |
| 14 | 14 | You Opened the Door             | David Katzenberg     | Alex Barnow, Marc Firek           | 21 stycznia 2014     | 3 lipca 2016           |
| 15 | 15 | Muscles Mirsky                  | Claire Scanlon       | Matt Tarses                       | 4 lutego 2014        | 10 lipca 2016          |
| 16 | 16 | Goldbergs Never Say Die!        | David Katzenberg     | Adam Goldberg & Aaron Kaczander   | 4 marca 2014         | 10 lipca 2016          |
| 17 | 17 | Lame Gretzky                    | David Katzenberg     | Chris Bishop                      | 11 marca 2014        | 17 lipca 2016          |
| 18 | 18 | For Your Own Good               | Victor Nelli         | Niki Schwartz-Wright              | 18 marca 2014        | 17 lipca 2016          |
| 19 | 19 | The President's Fitness Test    | Victor Nelli         | Chris Bishop, Aaron Kaczander     | 1 kwietnia 2014      | 24 lipca 2016          |
| 20 | 20 | You're Not Invited              | Michael Patrick Jann | Lew Schneider                     | 8 kwietnia 2014      | 24 lipca 2016          |
| 21 | 21 | The Age of Darkness             | Roger Kumble         | Stacy Harman & Andrew Secunda     | 29 kwietnia 2014     | 31 lipca 2016          |
| 22 | 22 | A Wrestler Named Goldberg       | Ken Marino           | Sally Bradford & Vanessa McCarthy | 6 maja 2014          | 31 lipca 2016          |
| 23 | 23 | Sweater Party!!!                | Claire Scanlon       | Chris Bishop & Adam F. Goldberg   | 13 maja 2014         | 7 sierpnia 2016        |

## Sezon 2 (2014-2015)
8 maja 2014 roku, stacja ABC ogłosiła zamówienie 2 sezonu serialu The Goldbergs
| Nr | #  | Tytuł                               | Reżyseria         | Scenariusz                          | Premiera ABC         | Premiera Comedy Central |
| -- | -- | ----------------------------------- | ----------------- | ----------------------------------- | -------------------- | ----------------------- |
| 24 | 1  | Love Is a Mixtape                   | Seth Gordon       | Alex Barnow                         | 24 września 2014     | 15 października 2017    |
| 25 | 2  | Mama Drama                          | David Katzenberg  | Marc Firek                          | 1 października 2014  | 15 października 2017    |
| 26 | 3  | The Facts of Bleeping Life          | Fred Savage       | Chris Bishop & Adam F. Goldberg     | 8 października 2014  | 22 października 2017    |
| 27 | 4  | Shall We Play a Game?               | David Katzenberg  | Niki Schwartz-Wright & Mac Marshall | 22 października 2014 | 22 października 2017    |
| 28 | 5  | Family Takes Care of Beverly        | Lew Schneider     | Claire Scanlon                      | 29 października 2014 | 29 października 2017    |
| 29 | 6  | Big Baby Ball                       | David Katzenberg  | Mark Firek                          | 12 listopada 2014    | 29 października 2017    |
| 30 | 7  | A Goldberg Thanksgiving             | Jay Chandrasekhar | Chris Bishop                        | 19 listopada 2014    | 5 listopada 2017        |
| 31 | 8  | Hoverboards, Bro                    | Victor Nelli Jr.  | Robia Rashad                        | 3 grudnia 2014       | 5 listopada 2017        |
| 32 | 9  | The Most Handsome Boy on the Planet | David Katzenberg  | Matt Tarses                         | 10 grudnia 2014      | 12 listopada 2017       |
| 33 | 10 | DannyDonnieJoeyJonJordan            | David Katzenberg  | Steve Basilone, Annie Mebane        | 7 stycznia 2015      | 12 listopada 2017       |
| 34 | 11 | The Darryl Dawkins Dance            | Jay Chandrasekhar | Steve Basilone, Annie Mebane        | 14 stycznia 2015     | 19 listopada 2017       |
| 35 | 12 | Cowboy Country                      | David Katzenberg  | Stacey Harman                       | 11 lutego 2015       | 19 listopada 2017       |
| 36 | 13 | Van People                          | Victor Nelli      | Alex Barnow                         | 18 lutego 2015       | 26 listopada 2017       |
| 37 | 14 | Barry Goldberg’s Day Off            | David Katzenberg  | Adam F. Goldberg                    | 25 lutego 2015       | 26 listopada 2017       |
| 38 | 15 | Just Say No                         | Victor Belli      | Niki Schwartz Wright                | 4 marca 2015         | 3 grudnia 2017          |
| 39 | 16 | The Lost Boy                        | David Katzenberg  | Josh Goldsmith, Cathy Yuspa         | 25 marca 2015        | 3 grudnia 2017          |
| 40 | 17 | The Adam Bomb                       | Lew Schneider     | Chris Bishop                        | 1 kwietnia 2015      | 10 grudnia 2017         |
| 41 | 18 | I Drank the Mold                    | Jon Corn          | Aaron Kaczander                     | 8 kwietnia 2015      | 10 grudnia 2017         |
| 42 | 19 | La Biblioteca Es Libros             | David Katzenberg  | Marc Firek                          | 15 kwietnia 2015     | 17 grudnia 2017         |
| 43 | 20 | Just Say No                         | Victor Belli      | Niki Schwartz Wright                | 15 kwietnia 2015     | 17 grudnia 2017         |
| 44 | 21 | As You Wish                         | David Katzenberg  | Alex Barnow                         | 22 kwietnia 2015     | 24 grudnia 2017         |
| 45 | 22 | Dance Party USA                     | David Katzenberg  | Andrew Secunda, Evan Turner         | 29 kwietnia 2015     | 24 grudnia 2017         |
| 46 | 23 | Bill/Murray                         | David Katzenberg  | Chris Bishop, Josh Goldsmith        | 6 maja 2015          | 31 grudnia 2017         |
| 47 | 24 | Turn Around, Bright Eyes            | David Katzenberg  | Adam F. Goldberg                    | 13 maja 2015         | 31 grudnia 2017         |

## Sezon 3 (2015-2016)
7 maja 2015 roku, stacja ABC ogłosiła zamówienie 3 sezonu
| №  | #  | Tytuł                           | Reżyseria            | Scenariusz                     | Premiera (ABC)       | Premiera (Comedy Central Family) |
| -- | -- | ------------------------------- | -------------------- | ------------------------------ | -------------------- | -------------------------------- |
| 48 | 1  | A Kick-Ass Risky Business Party | Seth Gordon          | Chris Bishop                   | 23 września 2015     | 1 marca 2018                     |
| 49 | 2  | A Chorus Lie                    | David Katzenberg     | Marc Firek                     | 30 września 2015     | 5 marca 2018                     |
| 50 | 3  | Jimmy 5 is Alive                | Lew Schneider        | Alex Barnow                    | 7 października 2015  | 5 marca 2018                     |
| 51 | 4  | I Caddyshacked the Pool         | David Katzenberg     | Steve Basilone, Annie Mebane   | 14 października 2015 | 6 marca 2018                     |
| 52 | 5  | Boy Barry                       | David Katzenberg     | David Guarascio                | 21 października 2015 | 6 marca 2018                     |
| 53 | 6  | Couples Costume                 | Andy Secunda         | Jay Chandrasekhar              | 28 października 2015 | 7 marca 2018                     |
| 54 | 7  | Lucky                           | Lew Schneider        | Marc Firek                     | 11 listopada 2015    | 7 marca 2018                     |
| 55 | 8  | In Conclusion, Thanksgiving     | Jay Chandrasekhar    | Dan Levy                       | 18 listopada 2015    | 8 marca 2018                     |
| 56 | 9  | Wingmom                         | Lew Schneider        | Lew Schneider, Marty Schneider | 2 grudnia 2015       | 12 marca 2018                    |
| 57 | 10 | A Christmas Story               | David Katzenberg     | Lacey Friedman                 | 9 grudnia 2015       | 12 marca 2018                    |
| 58 | 11 | The Tasty Boys                  | Christine Gernon     | Steve Basilone, Annie Mebane   | 6 stycznia 2016      | 13 marca 2018                    |
| 59 | 12 | Baio and Switch                 | David Katzenberg     | Alex Barnow                    | 13 stycznia 2016     | 13 marca 2018                    |
| 60 | 13 | Double Dare                     | David Katzenberg     | Chris Bishop                   | 20 stycznia 2016     | 14 marca 2018                    |
| 61 | 14 | Lainey Loves Lionel             | Jay Chandrasekhar    | David Guarascio                | 10 lutego 2016       | 14 marca 2018                    |
| 62 | 15 | Weird Al                        | Jay Chandrasekhar    | Lauren Bans                    | 17 lutego 2016       | 15 marca 2018                    |
| 63 | 16 | Edward Eddie the Eagle Edwards  | Jon Corn             | Dan Levy                       | 24 lutego 2016       | 15 marca 2018                    |
| 64 | 17 | The ‘Dirty Dancing’ Dance       | David Katzenberg     | Adam F. Goldberg               | 2 marca 2016         | 19 marca 2018                    |
| 65 | 18 | 12 Tapes for a Penny            | David Katzenberg     | Steve Basilone, Annie Mebane   | 16 marca 2016        | 19 marca 2018                    |
| 66 | 19 | Magic Is Real                   | Jay Chandrasekhar    | Marc Firek                     | 23 marca 2016        | 20 marca 2018                    |
| 67 | 20 | Dungeons & Dragons, Anyone?     | David Katzenberg     | Andy Secunda                   | 6 kwietnia 2016      | 20 marca 2018                    |
| 68 | 21 | Rush                            | Beth McCarthy-Miller | Alex Barnow                    | 13 kwietnia 2016     | 21 marca 2018                    |
| 69 | 22 | Smother's Day                   | David Katzenberg     | Chris Bishop, Marc Firek       | 4 maja 2016          | 21 marca 2018                    |
| 70 | 23 | Big Orange                      | David Katzenberg     | Rob Lieber                     | 11 maja 2016         | 22 marca 2018                    |
| 71 | 24 | Have a Summer                   | David Katzenberg     | Chris Bishop                   | 18 maja 2016         | 22 marca 2018                    |

## Sezon 4 (2016-2017)
| №  | #  | Tytuł                              | Reżyseria         | Scenariusz                     | Premiera (ABC)       | Premiera (Comedy Central Family) |
| -- | -- | ---------------------------------- | ----------------- | ------------------------------ | -------------------- | -------------------------------- |
| 72 | 1  | Breakfast Club                     | David Katzenberg  | Marc Firek                     | 21 września 2016     | 15 maja 2018                     |
| 73 | 2  | I Heart Video Dating               | Peter Ellis       | Alex Barnow                    | 28 września 2016     | 16 maja 2018                     |
| 74 | 3  | George! George Glass!              | Joanna Kerns      | Aaron Kaczander                | 5 października 2016  | 16 maja 2018                     |
| 75 | 4  | Crazy Calls                        | Lew Schneider     | Steve Basilone                 | 12 października 2016 | 17 maja 2018                     |
| 76 | 5  | Stevie King                        | David Katzenberg  | Chris Bishop                   | 26 października 2016 | 17 maja 2018                     |
| 77 | 6  | Recipe for Death II: Kiss The Cook | Lew Schneider     | Brian Hennelly                 | 9 listopada 2016     | 17 maja 2018                     |
| 78 | 7  | Ho-ly K.I.T.T.                     | Lea Thompson      | Andrew Secunda                 | 16 listopada 2016    | 18 maja 2018                     |
| 79 | 8  | The Greatest Musical Ever Written  | Lew Schneider     | Annie Mebane                   | 30 listopada 2016    | 21 maja 2018                     |
| 80 | 9  | Globetrotters                      | Richie Keen       | Adam Armus                     | 7 grudnia 2016       | 21 maja 2018                     |
| 81 | 10 | Han Ukkah Solo                     | Joanna Kerns      | Dan Levy                       | 14 grudnia 2016      | 22 maja 2018                     |
| 82 | 11 | O Captain! My Captain!             | Richie Keen       | Marc Firek                     | 4 stycznia 2017      | 22 maja 2018                     |
| 83 | 12 | Snow Day                           | Victor Nelli, Jr. | Lauren Bans                    | 11 stycznia 2017     | 23 maja 2018                     |
| 84 | 13 | Agassi                             | David Katzenberg  | Chris Bishop                   | 8 lutego 2017        | 23 maja 2018                     |
| 85 | 14 | The Spencer's Gift                 | Jay Chandrasekhar | Alex Barnow                    | 15 lutego 2017       | 24 maja 2018                     |
| 86 | 15 | So Swayze It’s Crazy               | Jay Chandrasekhar | Lacey Friedman                 | 22 lutego 2017       | 24 maja 2018                     |
| 87 | 16 | The Kara-te Kid                    | Anton Cropper     | Adam F. Goldberg               | 1 marca 2017         | 25 maja 2018                     |
| 88 | 17 | Deadheads                          | Jason Blount      | Adam Armus                     | 8 marca 2017         | 25 maja 2018                     |
| 89 | 18 | Baré                               | Jay Chandrasekhar | Steve Basilone                 | 15 marca 2017        | 28 maja 2018                     |
| 90 | 19 | A Night to Remember                | Lew Schneider     | Chris Bishop                   | 29 marca 2017        | 28 maja 2018                     |
| 91 | 20 | The Dynamic Duo                    | Kevin Smith       | Andrew Secunda                 | 5 kwietnia 2017      | 29 maja 2018                     |
| 92 | 21 | Fonzie Scheme                      | Jude Weng         | Matt Mira, Erik Weiner         | 26 kwietnia 2017     | 29 maja 2018                     |
| 93 | 22 | The Day After the Day After        | Jay Chandrasekhar | Alex Barnow                    | 3 maja 2017          | 30 maja 2018                     |
| 94 | 23 | Best Handsome                      | Lew Schneider     | Dan Levy                       | 10 maja 2017         | 31 maja 2018                     |
| 95 | 24 | Graduation Day                     | Kevin Smith       | Matthew Edsall, Hans Rodionoff | 17 maja 2017         | 1 czerwca 2018                   |

## Sezon 5 (2017-2018)
| №   | #  | Tytuł                         | Reżyseria         | Scenariusz                                 | Premiera (ABC)       |
| --- | -- | ----------------------------- | ----------------- | ------------------------------------------ | -------------------- |
| 96  | 1  | Weird Science                 | David Katzenberg  | Chris Bishop                               | 27 września 2016     |
| 97  | 2  | Hogan Is My Grandfather       | Lew Schneider     | Marc Firek                                 | 4 października 2016  |
| 98  | 3  | Goldberg On The Goldbergs     | David Katzenberg  | David Guarascio                            | 11 października 2016 |
| 99  | 4  | Revenge O’ The Nerds          | David Katzenberg  | Jennifer Irwin                             | 18 października 2016 |
| 100 | 5  | Jackie Likes Star Trek        | Lea Thompson      | Andrew Secunda                             | 25 października 2016 |
| 101 | 6  | Girl Talk                     | Jay Chandrasekhar | Steve Basilone                             | 1 listopada 2016     |
| 102 | 7  | A Wall Street Thanksgiving    | Lew Schneider     | Lauren Bans                                | 15 listopada 2016    |
| 103 | 8  | The Circle Of Driving Again   | Lew Schneider     | Alex Barnow                                | 29 listopada 2016    |
| 104 | 9  | Parents Just Don't Understand | David Katzenberg  | Dan Levy                                   | 6 grudnia 2017       |
| 105 | 10 | We Didn't Start The Fire      | Jay Chandrasekhar | Daisy Gardner                              | 13 grudnia 2017      |
| 106 | 11 | The Goldberg Girls            | Lea Thompson      | Mark Firek                                 | 3 stycznia 2018      |
| 107 | 12 | Dinner With The Goldbergs     | Joanna Kerns      | Andy Secunda                               | 10 stycznia 2018     |
| 108 | 13 | Dinner With The Goldbergs     | Lew Schneider     | Brian Hennelly                             | 17 stycznia 2018     |
| -   | -  | The Goldbergs: 1990-Something | Jay Chandrasekhar | Marc Firek, Adam F. Goldberg               | 24 stycznia 2018     |
| 109 | 14 | Hail Barry                    | Melissa Joan Hart | David Guarascio                            | 28 lutego 2018       |
| 110 | 15 | Adam Spielberg                | David Katzenberg  | Adam F. Goldberg, Steve Basilone           | 7 marca 2018         |
| 111 | 16 | The Scrunchie Rule            | David Katzenberg  | Chris Bishop                               | 21 marca 2018        |
| 112 | 17 | Colors                        | Jay Chandrasekhar | Annie Mebane                               | 28 marca 2018        |
| 113 | 18 | MTV Spring Break              | Jay Chandrasekhar | Matt Mira                                  | 4 kwietnia 2018      |
| 114 | 19 | Flashy Little Flashdancer     | Jason Blount      | Erik Weiner                                | 11 kwietnia 2018     |
| 115 | 20 | The Opportunity of a Lifetime | Anton Cropper     | Alex Barnow                                | 2 maja 2018          |
| 116 | 21 | Spaceballs                    | Lew Schneider     | Aaron Kaczander                            | 9 maja 2018          |
| 117 | 22 | Let's Val Kilmer This Car     | Lew Schneider     | Matthew Edsall, Adam Olsen, Hans Rodionoff | 16 maja 2018         |

## Sezon 6 (2018-2019)
| №   | #  | Tytuł                                 | Reżyseria         | Scenariusz                      | Premiera (ABC)       |
| --- | -- | ------------------------------------- | ----------------- | ------------------------------- | -------------------- |
| 118 | 1  | Sixteen Candles                       | Lew Schneider     | Alex Barnow                     | 26 września 2018     |
| 119 | 2  | You Got Zuko'd                        | Jason Blount      | David Guarascio                 | 3 października 2018  |
| 120 | 3  | RAD!                                  | Lew Schneider     | Dan Levy                        | 10 października 2018 |
| 121 | 4  | Hersheypark                           | Jay Chandrasekhar | Dan Levy                        | 17 października 2018 |
| 122 | 5  | Mister Knifey-Hands                   | Lew Schneider     | Andrew Secunda                  | 24 października 2018 |
| 123 | 6  | Fiddler                               | Jason Blount      | Chris Bishop                    | 31 października 2018 |
| 124 | 7  | Bohemian Rap City                     | Jay Chandrasekhar | Chris Bishop                    | 7 listopada 2018     |
| 125 | 8  | The Living Room: A 100% True Story    | Lew Schneider     | Lauren Bans                     | 28 listopada 2018    |
| 126 | 9  | Bachelor Party                        | Christine Lakin   | Mike Sikowitz                   | 5 grudnia 2018       |
| 127 | 10 | Yippee Ki Yay Melon Farmer            | Richie Keen       | Aaron Kaczander                 | 12 grudnia 2018      |
| 128 | 11 | The Wedding Singer                    | Lew Schneider     | Rachel Sweet                    | 9 stycznia 2019      |
| 129 | 12 | The Pina Colada Episode               | Lea Thompson      | Erik Weiner                     | 16 stycznia 2019     |
| 130 | 13 | I Coulda Been a Lawyer                | Jay Chandrasekhar | Steve Basilone                  | 23 stycznia 2019     |
| 131 | 14 | Major League'd                        | Lea Thompson      | Alex Barnow                     | 30 stycznia 2019     |
| 132 | 15 | My Valentine Boy                      | Lew Schneider     | Matt Mira                       | 13 lutego 2019       |
| 133 | 16 | There Can Be Only One Highlander Club | Lew Schneider     | Donielle Muransky, Alison Rich  | 20 lutego 2019       |
| 134 | 17 | Our Perfect Strangers                 | Kevin Smith       | Mike Sikowitz                   | 27 lutego 2019       |
| 135 | 18 | The Beverly Goldberg Cookbook         | Fred Savage       | Hans Rodionoff                  | 13 marca 2019        |
| 136 | 19 | Eight-bit Goldbergs                   | Jay Chandrasekhar | Lauren Bans                     | 20 marca 2019        |
| 137 | 20 | This is This is Spinal Tap            | Ryan Krayser      | Rachel Sweet, Adam Olsen        | 3 kwietnia 2019      |
| 138 | 21 | I Lost on Jeopardy                    | Lew Schneider     | Chris Bishop, Alex Barnow       | 10 kwietnia 2019     |
| 139 | 22 | Mom Trumps Willow                     | Vern Davidson     | Andrew Secunda                  | 1 maja 2019          |
| 140 | 23 | Breakin                               | Jason Blount      | Adam F. Goldberg, Susan Cinoman | 8 maja 2019          |

## Sezon 7 (2019-2020)
| Nr  | #  | Tytuł                                 | Reżyseria         | Scenariusz                                     | Premiera ABC         | Premiera |
| --- | -- | ------------------------------------- | ----------------- | ---------------------------------------------- | -------------------- | -------- |
| 141 | 1  | Vacation                              | Lew Schneider     | Alex Barnow, Chris Bishop                      | 25 września 2019     |          |
| 142 | 2  | Dana's Back                           | Jay Chandrasekhar | Mike Sikowitz, Adam F. Goldberg, Mike Sikowitz | 2 października 2019  |          |
| 143 | 3  | Food in a Geoffy                      | Lew Schneider     | Matt Roller                                    | 9 października 2019  |          |
| 144 | 4  | Animal House                          | Jay Chandrasekhar | Bill Callahan                                  | 16 października 2019 |          |
| 145 | 5  | Parents Thursday                      | Melissa Joan Hart | Adam F. Goldberg, Aaron Kaczander              | 23 października 2019 |          |
| 146 | 6  | A 100% True Ghost Story               | Christine Lakin   | Adam F. Goldberg, Amy Mass                     | 30 października 2019 |          |
| 147 | 7  | WrestleMania                          | Lew Schneider     | Adam F. Goldberg & Erik Weiner                 | 6 listopada 2019     |          |
| 148 | 8  | Angst-Giving                          | Melissa Joan Hart | Adam F. Goldberg, Elizabeth Beckwith           | 20 listopada 2019    |          |
| 149 | 9  | The Beverly Goldberg Cookbook: Part 2 | Lea Thompson      | Adam F. Goldberg, Alison Rich                  | 4 grudnia 2019       |          |
| 150 | 10 | It's a Wonderful Life                 | Eric Dean Seaton  | Adam F. Goldberg, Aadip Desai                  | 11 grudnia 2019      |          |
| 151 | 11 | Pickleball                            | Lew Schneider     | Adam F. Goldberg, Langan Kingsley              | 15 stycznia 2020     |          |
| 152 | 12 | Game Night                            | Nora Kirkpatrick  | Kristen Lange, Adam F. Goldberg                | 22 stycznia 2020     |          |
| 153 | 13 | Geoff the Pleaser                     | Christine Lakin   | Mike Sikowitz                                  | 15 stycznia 2020     |          |
| 154 | 14 | Preventa Mode                         | Vern Davidson     | Bill Callahan                                  | 12 lutego 2020       |          |
| 155 | 15 | Dave Kim's Party                      | Lew Schneider     | Adam F. Goldberg & Matt Roller                 | 19 lutego 2020       |          |
| 156 | 16 | Body Swap                             | Lew Schneider     | Marc Firek                                     | 26 lutego 2020       |          |
| 157 | 17 | A Fish Story                          | Lew Schneider     | Amy Mass                                       | 18 marca 2020        |          |
| 158 | 18 | Schmoopie's Big Adventure             | Jason Blount      | Erik Weiner                                    | 25 marca 2020        |          |
| 159 | 19 | Island Time                           | Robert Cohen      | Annie Mebane                                   | 1 kwietnia 2020      |          |
| 160 | 20 | The Return of the Formica King        | Lea Thompson      | Aaron Kaczander                                | 15 kwietnia 2020     |          |
| 161 | 21 | Oates & Oates                         | Lew Schneider     | Alex Barnow & Chris Bishop                     | 22 kwietnia 2020     |          |
| 162 | 22 | The Fake-Up                           | Lew Schneider     | Alex Barnow & Chris Bishop                     | 6 maja 2020          |          |
| 163 | 23 | Pretty in Pink                        | Ryan Krayser      | Alex Barnow & Chris Bishop                     | 13 maja 2020         |          |

## Odcinki specjalne
| # | Tytuł         | Reżyseria | Scenariusz       | Premiera (ABC)   |
| - | ------------- | --------- | ---------------- | ---------------- |
| 1 | An 80s Rewind |           | Adam F. Goldberg | 27 kwietnia 2016 |